# Hemistola nayas
Hemistola nayas là một loài bướm đêm trong họ Geometridae.